# Majokia brasseuri
Majokia brasseuri è un pesce osseo estinto, appartenente ai teleostei. Visse nel Giurassico medio (Aaleniano - Bathoniano, circa 172 - 170 milioni di anni fa) e i suoi resti fossili sono stati ritrovati in Africa. 

## Descrizione
Questo pesce era di piccole dimensioni, e la lunghezza era di circa 6 centimetri. Era dotato di un corpo snello e allungato, simile a quello di una sardina. La caratteristica fondamentale di Majokia era data dalla particolarissima regione del muso, estremamente specializzata. L'apparato coinvolto nel morso coinvolgeva la mandibola, le ossa palatine e il dermobasiiale, ma non la mascella superiore, completamente sdentata. Era presente un grande dente acuminato all'estremità della sinfisi di ciascun osso dentale, e due grandi denti su ciascun dermopalatino. I due denti del dentale e i quattro palatini formavano una sorta di "doppia pinza". Le scanalature sul lato dorsale delle ossa autopalatine consentivano l'inserimento di muscoli attaccati anche a un gigantesco mesetmoide, sul quale giacevano le due ossa nasali, i dermetmoidi laterali fusi e il dermetmoide rostrale. 
Il sopraoccipitale era ossificato, ed era presente una fossa dorsale sull'epiotico. L'osso quadrato era dotato di un processo osseo fortemente sviluppato. La serie orbitale conteneva l'antorbitale, cinque infraorbitali con una mensola suboculare, il dermosfenotico e due piccoli sopraorbitali, ma non i postorbitali. Il ramo ventrale del preopercolo era più allungato di quello dorsale. 
Le vertebre erano completamente ossificate. Erano presenti epineurali ossei. Le pinne pettorali e ventrali erano dotate di fulcri sfrangiati. Lo scheletro caudale conteneva quattro ipurali (i primi tre ipertrofici). I fianchi erano ricoperti da una serie di 32 scaglie molto alte. La linea laterale era deviata nella zona delle scaglie situate appena sotto le scaglie alte dei fianchi.

## Classificazione
Majokia brasseuri venne descritto per la prima volta nel 1955 da Saint-Seine, sulla base di un esemplare ben conservato ritrovato nella formazione Stanleyville nei pressi di Kisangani in Congo. Inizialmente venne interpretato come un rappresentante insolito del grande gruppo dei folidoforiformi; in seguito alla ridefinizione di questo ordine e alla conseguente riclassificazione di numerose specie di teleostei arcaici attribuiti in precedenza al gruppo, Majokia venne ridescritto da Louis Taverne, il quale ritenne che le caratteristiche di questo pesce non permettevano di attribuirlo ad alcun ordine di teleostei noto. Venne quindi istituito l'ordine Majokiiformes per quest'unica specie.

## Paleobiologia
Majokia doveva essere dotato di un particolarissimo apparato boccale. Quando i muscoli della regione autopalatina e del mesetmoide erano contratti, sollevavano tutto il complesso palatale. Quando la contrazione si interrompeva, il complesso palatale si abbassava bruscamente e le prede vengono letteralmente arpionate tra i denti del dentale e quelli palatini simili a zanne. Tutto il lavoro di questi muscoli doveva essere ancorato su una base molto forte, ed ecco spiegata l'estrema ipertrofia del mesetmoide. Dopo la cattura della preda, i denti più piccoli del dermobasiiale, forse accoppiati a denti presenti sul vomere, potrebbero aver sminuzzato le prede. La mascella superiore corta, priva di denti ma estremamente profonda, potrebbe aver funzionato come la lama di un'ascia, tagliando prede più grandi in frammenti più piccoli, facili da ingoiare.